# Lucky Idahor
Lucky Idahor, właśc. Lucky Isi Idahor (ur. 30 sierpnia 1980 w Benin) – piłkarz nigeryjski grający na pozycji napastnika.

## Kariera piłkarska

### Kariera klubowa
Lucky Idahor piłkarską karierę rozpoczynał w 1997 w klubie Ibom Stars, następnie w 1998 przeszedł do Mobile Pegasus. W klubach tych występował jednak tylko w drużynach juniorskich. W futbolu seniorskim zadebiutował w 1999 jako zawodnik Plateau United. W 2000 był już graczem Iwuanyanwu Nationale. W tymże też roku został kupiony do Dynama Kijów. Nie występował jednak zbyt często w podstawowym składzie. W 2003 sprzedany do innego ukraińskiego klubu Worskła Połtawa, następnie występował w klubach Inter Baku, Karpaty Lwów oraz Tawrija Symferopol, gdzie był jednym z liderów drużyny. 1 listopada 2011 roku kontrakt z Tawriją za obopólną zgodą został anulowany, a 1 lutego 2012 podpisał nowy kontrakt z Zorią Ługańsk. Po zakończeniu sezonu 2013/14 opuścił ługański klub.

### Kariera reprezentacyjna
W 2002 Lucky Idahor został powołany do kadry na mecz z Paragwajem. Był to jego jedyny występ w reprezentacji Nigerii.

## Sukcesy i odznaczenia
- mistrz Ukrainy: 2001, 2003
- zdobywca Pucharu Ukrainy: 2003